# يحيى بن الحكم
أبو مروان يحيى بن الحكم بن أبي العاص (توفي قبل 80 هـ / 700م) رجل دولة أموي خلال خلافة ابن أخيه عبد الملك بن مروان. شارك في معركة صفين مع معاوية بن أبي سفيان. عينه عبد الملك على لجند فلسطين، ونُسب إليه نقش لبناء جزء من طريق يربط دمشق بالقدس عام 73 هـ / 692م. ثم أصبح واليًا على المدينة المنورة لمدة عام في 75 هـ/ 694/95م وبعد ذلك قاد سلسلة من الحملات ضد الإمبراطورية البيزنطية على طول الحدود الشمالية لسوريا.

## سيرته
كان يحيى بن الحكم بن أبي العاص وأخيه الأصغر الخليفة مروان بن الحكم. تنحدر والدته من قبيلة بني مرة من غطفان. شارك إلى جانب مروان وشقيقهم الآخر عبد الرحمن وغيرهم ضد الخليفة علي بن أبي طالب في معركة الجمل. وجرح يحيى، وذهب إلى معاوية بن أبي سفيان في دمشق. مكث في المدينة خلال خلافة معاوية وابنه يزيد. أدان يحيى علانية قتل الحسين على يد جيش يزيد في معركة كربلاء.
عينه ابن أخيه الخليفة عبد الملك بن مروان على جند فلسطين. نُسب إليه نقش لبناء جزء من طريق يربط دمشق بالقدس بالقرب من السماخ، ويُنسب إليه الفضل في الإشراف على بناء طريق عبر ممر فيق في مرتفعات الجولان نيابة عن عبد الملك. يعود تاريخ النقش إلى 73 هـ الموافق مايو / يونيو 692، مما يجعله أقدم نقش إسلامي معروف حول تأسيس الطريق.
في 75 هـ الموافق 694/95م أصبح واليًا على المدينة المنورة. لكن استدعاه عبد الملك إلى دمشق في العام التالي، ويقول ابن عساكر في قصة عزله: «كان يحيى بن الحكم عاملاً على المدينة لعبد الملك بن مروان، وكان فيه حمق، فوفد على عبد الملك بغير إذن، فقال له عبد الملك: ما أقدمك علي بغير إذني؟! من استعملت على المدينة؟ قال: أبان بن عثمان بن عفان. قال: لا جرم لا ترجع إليها، فأقر عبد الملك أباناً على المدينة، وكتب إليه بعهده عليها.». وقاد خلاله حملة صيفية ضد البيزنطيين في محيط ملطية والمصيصة. وفي عام 697/98 قاد حملة ضد الحصن البيزنطي في مرج الشهم. مات يحيى قبل سنة 80 هـ/ 700م. عُثر على شاهد قبره كُتب عليه بالخط الكوفي: «اللهم ارحم يحيى بن الحكم واغفر له» في قصرين في مرتفعات الجولان.

## أسرته
كانت إحدى زوجات يحيى خلال حكمه للمدينة أم القاسم بنت عبد الرحمن بن عوف. وله من الأبناء:
- مروان، به كان يكنى.[12]
- يوسف الذي تولى ولاية الموصل قرب نهاية عهد عبد الملك،
- الحر وابنه يحيى بن الحر كل منهما كان واليًا.[13]
- أمينة، تزوجت هشام بن عبد الملك.[14][15]
- أم حكيم، اشتهرت بجمالها وحبها للخمر،[16] تزوجت هشام بن عبد الملك بعد وفاة أختها أمينة، وأنجبت خمسة أبناء،[17] منهم: سليمان،[18] مسلمة،[19] ويزيد،[20] ومعاوية، وسعيد.[21] ومعاوية هو والد عبد الرحمن الداخل، مؤسس الدولة الأموية في الأندلس.

## روايته للحديث وشعره
حدّث عن معاذ بن جبل. وروى عنه: سلمة بن أسامة.
ومن شعر يحيى بن الحكم في رثاء الحسين: